# Leptolalax gracilis
Leptolalax gracilis és una espècie d'amfibi que viu a Brunei, Indonèsia, Malàisia i, possiblement també, a Tailàndia.
Està amenaçada d'extinció per la pèrdua del seu hàbitat natural.